# Saint-Appolinaire
Saint-Appolinaire település Franciaországban, Rhône megyében. Lakosainak száma 235 fő (2022. január 1.). Saint-Appolinaire Saint-Just-d’Avray, Valsonne, Dième és Ronno községekkel határos.

## Népesség
A település népessége az elmúlt években az alábbi módon változott:
| Lakosok száma | 189  | 200  | 208  | 213  | 219  | 223  | 229  | 235  | 235  |
|               | 2013 | 2015 | 2016 | 2017 | 2018 | 2019 | 2020 | 2021 | 2022 |